# Richard Hickock
Richard Eugene Hickock (6 de junio de 1931; Kansas City, Kansas - 14 de abril de 1965; Lansing, Kansas) fue un asesino estadounidense. Los últimos días de su vida son narrados en la novela de Truman Capote A sangre fría.

## Biografía
Richard Hickock, o Dick, como lo llamaban, fue criado en una granja, en una familia sana de posición estable. Dotado de una inteligencia superior a la media, al graduarse de la secundaria trabajó en el ferrocarril de Santa Fe, Nuevo México, y luego se casó con Carol Bryan. Juntos tuvieron tres hijos y luego se desempeñó como mecánico para la Mark Buick Company. En el año 1950 sufrió una accidente que le dislocó la mandíbula y lo dejó sin empleo.
Cuando su esposa se enteró de que Richard tenía un hijo con otra mujer llamada Margaret Edna se divorció de él. Sin dinero y desempleado, Richard expidió cheques sin fondos, por lo que fue condenado a cinco años en la prisión de Lansing, Kansas, por fraude y robo.
En prisión conoció a Perry Smith, quien le contó una historia, que luego resultó ser falsa, acerca de cómo había matado un negro en Las Vegas tiempo atrás. Richard creyó reconocer un asesino nato en Perry y decidió que trabajaría con él al salir de la cárcel. Allí conoció a otro prisionero llamado Floyd Wells, quien le contó acerca de la familia Clutter, para la cual él había trabajado antes. Wells le dijo que esta familia poseía una caja fuerte en su granja en Holcomb, Kansas, donde supuestamente guardaba grandes sumas de dinero. Al salir de la prisión Richard se reunió con Perry y en la noche del 15 de noviembre de 1959 entraron a la casa de los Clutter, y al descubrir que no existía dicha caja fuerte asesinaron a todos los miembros de la familia que se encontraban en la casa. En total robaron menos de 50 dólares.
Después de los asesinatos escaparon a México, pero al gastar todo el dinero regresaron a los Estados Unidos, y fueron detenidos en Las Vegas, cuando su antiguo compañero de prisión Floyd Wells los delató. Richard Hickock fue enviado de vuelta a Kansas y declarado culpable del asesinato de los Clutter, por lo que fue condenado a ser ejecutado por ahorcamiento.
Esperó en el corredor de la muerte de la prisión de Lansing durante casi dos mil días, solicitando continuamente el cambio de su sentencia, argumentando que él no había asesinado a los Clutter, sino Perry, hecho que este mismo admitió.
El 14 de abril de 1965 Richard Hickock fue colgado y murió a la 12:41 de la madrugada, 38 minutos antes que Perry. Fue enterrado al lado de Perry en el condado de Leavenworth. Sus últimas palabras fueron: "Sólo quiero decir que no tengo resentimientos. Ustedes me están enviando a un mundo mejor que lo que éste ha sido".
Uno de los pasatiempos de Hickock era atropellar perros en las autopistas y además sentía deseos sexuales por niñas, hecho que siempre negó rotundamente. Perry Smith aseguró que Dick iba violar a Nancy Clutter, de 16 años, antes de asesinarla, sin embargo él se opuso.